# Erich Trapp
Erich Trapp (ur. 5 czerwca 1942 w Klosterneuburgu w Austrii) – austriacki historyk i bizantynolog.

## Życiorys
Studiował filologię klasyczną na Uniwersytecie Wiedeńskim. W 1964 roku uzyskał doktorat. Od 1965 do 1973 roku pracował w Austriackiej Akademii Nauk (Österreichischen Akademie der Wissenschaften) w komisji bizantynologicznej. Później rok wykładał na uniwersytecie w Wiedniu, a następnie w Bonn (do 2008).
Od 1992 roku członek Austriackiej Akademii Nauk. Uniwersytet Arystotelesa w Salonikach przyznał mu nagrodę Złotą Arystotelesa (1998).
Jego zainteresowania obejmują bizantyńską leksykografię i prozopografię.

## Wybrane prace
- Lexicologica Byzantina, Bonn 2008.
- Studien zur byzantinischen Lexikographie, Wien 1988.
- Militärs und Höflinge im Ringen um das Kaisertum Johannes <Zonaras>, Graz 1986.
- Digenes Akrites, Wien 1971.
- Dialoge mit einem Perser. Manuel <Imperium Byzantinum, Imperator, II.>, Graz 1966.
- Prosopographisches Lexikon der Palaiologenzeit, t. 1-, Wien 1978- .